# ان‌جی‌سی ۱۲۶۰
NGC 1260 یک کهکشان مارپیچی در صورت فلکی برساووش است. درخشان‌ترین جرم آن ابرنواختری به نام اس‌ان ۲۰۰۶جی است که در مه ۲۰۰۷ مشاهده شد.